# Quinton (New Jersey)
Pour les articles homonymes, voir Quinton.
Quinton est une communauté non incorporée et une census-designated place du comté de Salem, dans l'État du New Jersey, aux États-Unis. En 2020, elle compte une population de 470 habitants.